# 840-es busz
A 840-es számú elővárosi autóbusz a budapesti Árpád híd autóbusz-állomásról indulva Óbuda-óvároson és Ürömön keresztül haladva érkezik Pilisborosjenőre. Budapest és Üröm vasúti megállóhely között a 10-es főúton, majd onnan az 1108-as jelzésű ürömi, majd tovább a 11 105-ös jelzésű pilisborosjenői bekötőúton közlekedik a végállomásig. Munkanapokon átlagosan 30 percenként, hétvégén sem sokkal ritkábban: kora estig 40 percenként közlekedik, majd üzemzárásig óránként. A viszonylaton leginkább Volvo 7700A típusú autóbuszok közlekednek, de előfordul Rába Contact 292, valamint  a vonalon szólóbuszok (Ikarus C56, Credo Econell 12, Ikarus E95) is közlekednek. Korábban Ikarus 260-as, Ikarus 280-as, Credo Econell 11-es, Ikarus 386-os, Ikarus E95-ös és  Ikarus EAG E94G típusú autóbuszok is előfordultak  a vonalon. 2017-től a vonalon (leginkább a reggeli csúcsidőben)  előfordulnak a korábban Dániában szolgált Volvo 8700-as és 8900-as autóbuszok is. Jelenleg a vonalon főként Volvo 7900A-k közlekednek, de előfordul a vonalon Volvo 7700A és Credo Econell 12 is. 
2020. augusztus 20-ától egyes menetei 848-as jelzéssel, Aranyvölgy érintésével közlekednek.
A járat Budapest közigazgatási határán belül a Budapest-Bérlettel igénybe vehető.

## Útvonala
| Pilisborosjenő, autóbusz-forduló felé |
| Budapest, Árpád híd autóbusz-állomás vá. – Visegrádi utca – Süllő utca – Váci út – Róbert Károly körút – Árpád híd – Vörösvári út – Bécsi út – – Üröm, Ürömi út – Dózsa György út – Fő utca – Pilisborosjenő, Fő utca – Kossuth tér – Pilisborosjenő, autóbusz-forduló vá. |
| Budapest, Árpád híd autóbusz-állomás felé |
| Pilisborosjenő, autóbusz-forduló vá. – Fő utca – Üröm, Fő utca – Dózsa György út – Ürömi út – – Budapest, Bécsi út – Vörösvári út – Árpád híd – Róbert Károly körút – Váci út – Budapest, Árpád híd autóbusz-állomás vá.                                                   |

## Megállóhelyei
Az átszállási kapcsolatok között az Aranyvölgy érintésével közlekedő 848-as busz nincsen feltüntetve.
| 0                                        | Budapest, Árpád híd autóbusz-állomás végállomás | 28 | 1, 1A 26, 32, 34, 106, 120 79 800, 815, 820, 821, 830, 832                       |
| 6                                        | Budapest, Flórián tér (Vörösvári út)            | 22 | 1, 1A 9, 34, 106, 111, 118, 134, 137, 218, 226, 237 800, 815, 820, 821, 830, 832 |
| 7                                        | Budapest, Óbudai rendelőintézet                 | 21 | 1, 1A 137, 160, 218, 237, 260 820, 821, 830, 832                                 |
| 9                                        | Budapest, Bécsi út (Vörösvári út)               | 19 | 1, 1A, 17, 19, 41 137, 160, 218, 237, 260 800, 815, 820, 821, 830, 832           |
| 10                                       | Budapest, Orbán Balázs út                       | 18 | 160, 218, 260 820, 821, 830, 832                                                 |
| 11                                       | Budapest, Bojtár utca                           | 17 | 118, 160, 218, 260 815, 820, 821, 830, 832                                       |
| 13                                       | Budapest, Óbudai temető                         | 15 | 118, 160, 218, 260 820, 821, 830, 832                                            |
| 15                                       | Budapest, Bóbita utca                           | 13 | 260 800, 815, 820, 821, 830, 832                                                 |
| 17                                       | Budapest, Üröm vasúti megállóhely               | 11 | 218 800, 815, 820, 821, 830, 832 S72                                             |
| Budapest–Üröm közigazgatási határa       |                                                 |    |                                                                                  |
| 19                                       | Pilisborosjenői elágazás                        | 9  |                                                                                  |
| 20                                       | Ürömi mészégető                                 | 8  |                                                                                  |
| 21                                       | Üröm, Csókavár utca                             | 7  |                                                                                  |
| 23                                       | Üröm, Templom tér                               | 5  |                                                                                  |
| 24                                       | Üröm, Kert utca                                 | 4  |                                                                                  |
| Üröm–Pilisborosjenő közigazgatási határa |                                                 |    |                                                                                  |
| 25                                       | Pilisborosjenő, iskola                          | 3  |                                                                                  |
| 26                                       | Pilisborosjenő, Újtelep                         | 2  |                                                                                  |
| 27                                       | Pilisborosjenő, orvosi rendelő                  | 1  |                                                                                  |
| 28                                       | Pilisborosjenő, autóbusz-forduló végállomás     | 0  |                                                                                  |